# 聂拉木瓦韦
聂拉木瓦韦（学名：Lepisorus nyalamensis）为水龙骨科瓦韦属下的一个种。

## 扩展阅读
- 維基物種上的相關：聂拉木瓦韦